# Símbolo axial vertical
Los símbolos axiales verticales son los que representan el ‘eje del mundo’ o que tienen alguna relación analógica con él. Se consideran tales símbolos en el mundo de la Mitología y del arte:
- montaña
- pirámide
- hacha de dos filos
- tridente
- escalera
- obelisco
- columna exenta
- menhir
- lanza
- espada
- poste de tortura (picota, rollo)
- mástil totémico
- mástil de navío
- mástil de juegos

Se considera en simbología que el eje es el punto de enfrentamiento de los contrarios. La representación simbólica de dicho eje que se puede resaltar como la más completa es el Caduceo del dios Mercurio que integra no sólo la línea vertical axial sino las dos serpientes entrelazadas y simétricas que tienen como significado las dos fuerzas en equilibrio y oposición.
- Datos: Q6137100